# Philipp Amelung
Philipp Amelung (* 1973 in Marburg) ist ein deutscher Dirigent und Universitätsmusikdirektor der Universität Tübingen.

## Leben und Wirken
Philipp Amelung wuchs im bayerischen Dorf Icking südlich von München auf und begann seine musikalische Laufbahn mit acht Jahren im Tölzer Knabenchor. Er studierte Gesang, Chorleitung sowie Orchesterdirigieren an der Musikhochschule München. Amelung dirigierte unter anderem die Münchner Symphoniker, die Karlsbader Symphoniker und die Mährische Philharmonie Olmütz.
Seit 2011 ist er Nachfolger von Tobias Hiller im Amt des Universitätsmusikdirektors und leitet damit den Akademischen Chor, das Akademische Orchester und die Camerata vocalis der Universität Tübingen.